# Louis Vieu
Louis Vieu est un homme politique français né le 25 mai 1854 à Toulouse (Haute-Garonne) et décédé le 9 août 1931 à Grenoble (Isère)

## Biographie
Avocat à Castres, il est conseiller municipal en 1880 et maire de 1896 à 1912. Conseiller d'arrondissement en 1888, il est conseiller général en 1901. Il sera par la suite maire de Murat-sur-Vèbre et conseiller général du canton. Il est sénateur du Tarn de 1905 à 1931, inscrit au groupe de la Gauche démocratique. Il est secrétaire du Sénat de 1907 à 1909 et questeur de 1920 à 1925.

## Sources
- « Louis Vieu », dans le Dictionnaire des parlementaires français (1889-1940), sous la direction de Jean Jolly, PUF, 1960 [détail de l’édition]